# Золотая медаль имени Д. И. Менделеева
Золотая медаль им. Д. И. Менделеева — научная награда, учреждённая АН СССР в 1962 г. РАН присуждает награду с 1998 г.
Вручается российским учёным на годичном Общем собрании Академии наук за выдающиеся научные работы в области химической науки и технологии (открытия и изобретения или по совокупности работ большого научного и практического значения). Награждение производится по результатам конкурса, в котором могут участвовать лишь отдельные лица персонально.

Обратная сторона медали

## Список награждённых
- 1965 — Александр Васильевич Кирсанов — за серию работ по химии фосфор- и сераорганических соединений
- 1967 — Семён Исаакович Вольфкович — за цикл работ по химии фосфатов и разработку процессов получения концентрированных и комплексных удобрений
- 1969 — Николай Михайлович Жаворонков — за исследования в области химии и технологии стабильных изотопов лёгких элементов
- 1971 — Сабир Юнусович Юнусов — за исследования в области химии алкалоидов
- 1973 — Иван Владимирович Тананаев — за комплекс работ в области неорганической химии, физико-химического анализа, аналитической химии и химии редких элементов
- 1975 — Виталий Иосифович Гольданский — за цикл работ по исследованию и использованию новых явлений в химии низких температур
- 1977 — Александр Николаевич Несмеянов — за цикл работ в области металлоорганических соединений и получения продуктов питания из нетрадиционных источников
- 1979 — Юрий Константинович Делимарский — за монографию «Электрохимия ионных расплавов»
- 1981 — Григорий Григорьевич Девятых — за цикл работ на тему «Создание физико-химических основ и разработка методов получения высокочистых веществ»
- 1983 — Виктор Иванович Спицын — за цикл работ на тему «Химия и технология редких и радиоактивных элементов»
- 1985 — Абид Садыкович Садыков — за цикл работ по комплексному химическому изучению веществ, выделенных из хлопчатника
- 1987 — Георгий Николаевич Флёров — за цикл работ по синтезу и исследованию свойств новых трансактинидных элементов таблицы Д. И. Менделеева
- 1989 — Александр Васильевич Фокин — за цикл работ в области фтороорганической химии
- 1991 — Виктор Вячеславович Кафаров — за монографию «Принципы создания безотходных химических производств»
- 1993 — Юрий Александрович Золотов — за цикл работ «Теоретические исследования в области экстракции металлов и использование их результатов в химическом анализе»
- 1998 — Олег Матвеевич Нефёдов — за цикл работ по химии карбенов и малых циклов
- 2003 — Александр Иванович Коновалов — за серию работ в области физико-органической и супрамолекулярной химии
- 2008 — Анатолий Иванович Русанов — за цикл работ «Термодинамика твёрдых поверхностей и механохимия»
- 2013 — Илья Иосифович Моисеев — за выдающиеся работы в области катализа и энергосберегающих технологий
- 2018 — Аслан Юсупович Цивадзе — за выдающиеся работы в области супрамолекулярной химии макроциклических соединений
- 2023 — академик РАН Борис Фёдорович Мясоедов — за серию работ «Химия актинидов: селективные методы выделения, разделения и концентрирования и высокочувствительные физико-химические методы определения в технологических растворах и природных объектах»